# (427581) 2003 QB92
(427581) 2003 QB92, também escrito como (427581) 2003 QB92, é um objeto transnetuniano que está localizado no cinturão de Kuiper, uma região do Sistema Solar. Este corpo celeste está em uma ressonância orbital de 4:5 com o planeta Netuno. Ele possui uma magnitude absoluta de 7,9 e tem um diâmetro estimado com cerca de 116 km.

## Descoberta
(427581) 2003 QB92 foi descoberto no dia 24 de agosto de 2003 pelo astrônomo Marc W. Buie.

## Órbita
A órbita de (427581) 2003 QB92 tem uma excentricidade de 0,096 e possui um semieixo maior de 34,761 UA. O seu periélio leva o mesmo a uma distância de 31,398 UA em relação ao Sol e seu afélio a 38,123 UA.